# Alophophion flavorufus
Alophophion flavorufus är en stekelart som först beskrevs av Brulle 1846.  Alophophion flavorufus ingår i släktet Alophophion och familjen brokparasitsteklar. Inga underarter finns listade i Catalogue of Life.